# Explorer 76
Explorer 76, a volte citato anche come TERRIERS (acronimo inglese per Tomographic Experiment using Radiative Recombinative Ionospheric EUV and Radio Sources ovvero Esperimento tomografico con uso di sorgenti radio ed EUV ionosferico radiativo ricombinativo), è stato un  satellite artificiale del Programma Explorer della NASA per studiare la ionosfera la cui missione si risolse in un fallimento a causa della perdita del contatto radio dopo poche ore dalla messa in orbita.
L'acronimo venne scelto anche per richiamare la razza canina terrier cui appartiene Rhett, mascotte dell'Università di Boston, poiché quest'ultima aveva proposto il progetto alla NASA e avrebbe dovuto coordinare la missione scientifica.
Immesso su un'orbita polare alle 05:09:00 UTC del 18 maggio 1999 da un razzo Pegasus-XL con lancio aereo da un velivolo Lockheed L-1011 decollato dalla base aerea di Vandenberg in California, non ne venne più captato il segnale radio alle 20:14 EDT durante il quarto sorvolo di Boston dopo che era stato rilevato un eccessivo consumo delle batterie durante i precedenti contatti. Non si fu in grado di determinare se la causa primaria fosse un errato orientamento, che lasciava in ombra le celle solari, o un altro guasto che impediva, o comunque limitava, la ricarica delle batterie. Il 17 settembre fu infine deciso di abbandonare ogni tentativo di rientrare in contatto con il satellite.